# Mühlauschlösschen

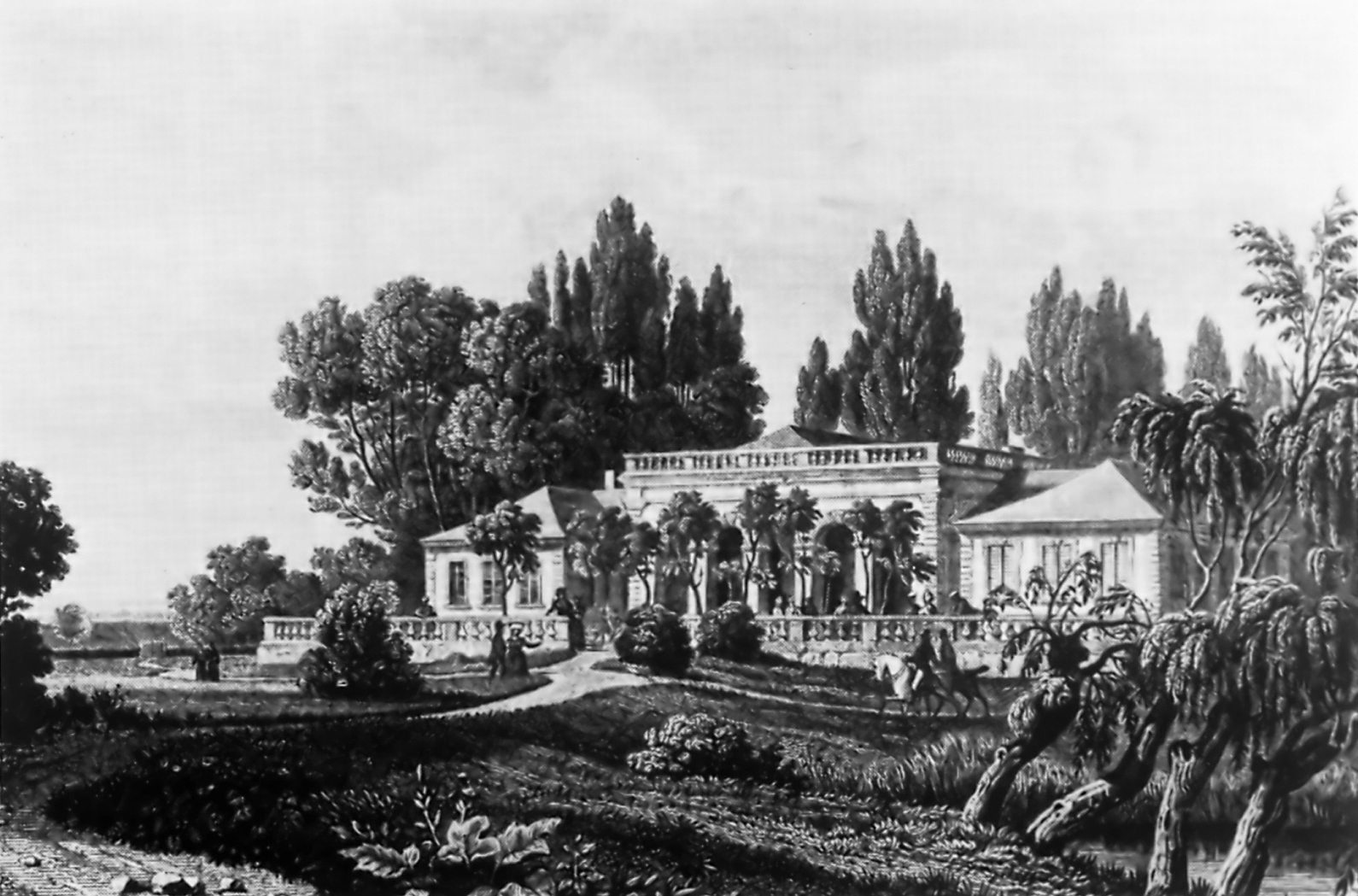
Mühlauschlösschen

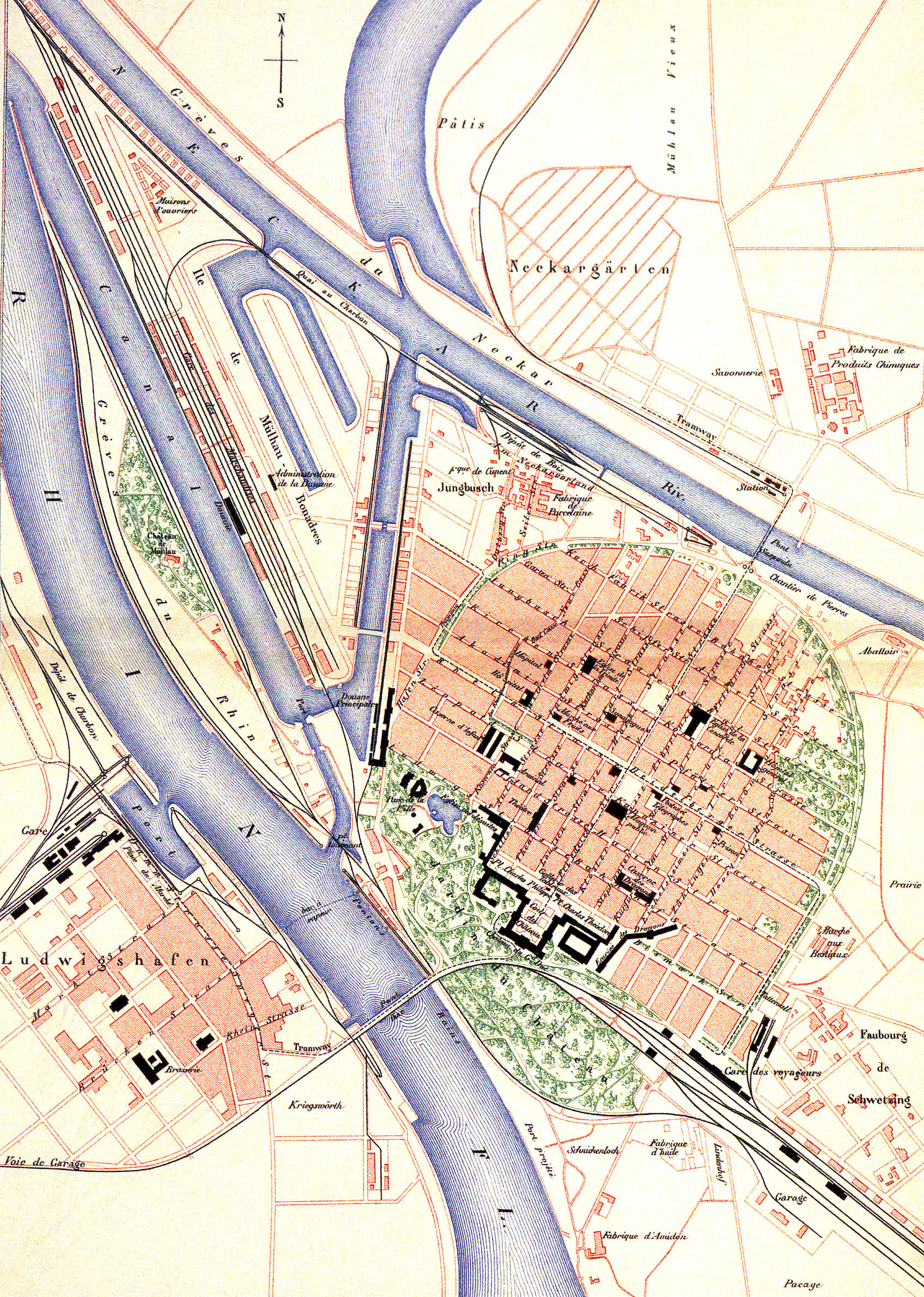
Mannheimer Stadtplan von 1880, in dem das Mühlauschlösschen als Château de Mühlau eingezeichnet ist.

Das Mühlauschlösschen war ein etwa 1500 Meter rheinabwärts des Mannheimer Schlosses auf der einstigen Mühlauinsel im Bereich des heutigen Handelshafens gelegener Rokokobau. Das Gelände hatte der kurpfälzische Minister Freiherr von Kageneck, der auch als Bauherr gilt, 1727 für 24.000 Gulden von der kurpfälzischen Hofkammer erworben. Zuvor war es in Erbpacht an die Erben von Lemle Moses vergeben gewesen, der Hof hatte diese aber kurz vor dem Verkauf abgelöst.
Als wahrscheinliches Baujahr gilt 1730, der Architekt ist nicht überliefert. Architektonische Ähnlichkeiten mit Schloss Louisenthal und dem Gartensaal am Zweibrücker Schloss lassen vermuten, dass er am dortigen Hofe zu suchen ist, eine Beteiligung Bibienas ist ebenfalls möglich. Den Skulpturenschmuck schuf Paul Egell. Der eingeschossige Bau bestand aus einem Festsaal mit vorgelagerter fünfachsiger Bogenhalle und zwei Nebenflügeln.
1732 machte Kurfürst Carl Philipp von einem beim Verkauf vereinbarten Rückkaufsrecht Gebrauch, nun um den Preis von 50.000 Gulden. Nachdem der zehnjährige Carl Theodor als designierter Nachfolger Carl Philipps zur Erziehung und Vorbereitung auf seine künftige Rolle 1734 nach Mannheim geholt worden war, nutzte er das Schlösschen bis zu seiner Inthronisierung 1742 einige Jahre als Domizil. Hatte es unter Carl Philipp verschiedentlich auch zum Abhalten von Festlichkeiten gedient, so besuchte Carl Theodor es nicht mehr, zumal mit der Schwetzinger Sommerresidenz eine mehr als prächtige Alternative zur Verfügung stand.
In der Folge verfiel das Gebäude zwar zunehmend, war aber trotzdem, auch wegen der Gartenanlagen, im 19. Jahrhundert ein beliebtes Ausflugsziel des Bürgertums der Stadt. Ende 1893 wurde das Schloss im Rahmen der Hafenerweiterung abgebrochen, nachdem in den Jahren zuvor bereits die Außenanlagen dem technischen Fortschritt weichen mussten. Einzig einer der von Egell entworfenen Schlusssteine blieb zunächst erhalten. Im Museum des Mannheimer Schlosses aufbewahrt, fiel er dessen Zerstörung 1945 zum Opfer.